# دوره کوفون

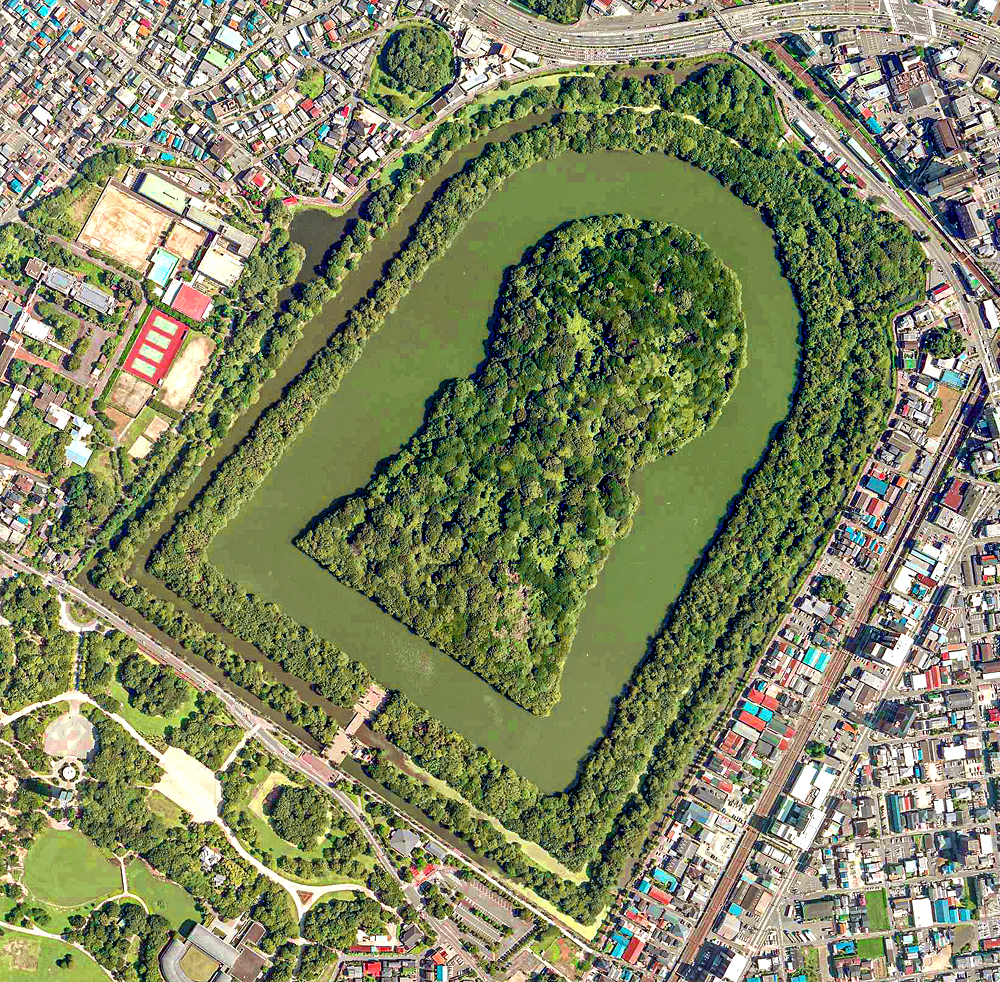
گورپشته دای‌سن‌ریو، اوساکا، قرن پنجم

دوره کوفون (به ژاپنی: 古墳時代, Kofun jidai) دوره‌ای از تاریخ ژاپن است که از سال ۲۵۰ تا سال ۵۳۸ میلادی به طول انجامید.
کوفون به معنای گورپشته است و دلیل این نام‌گذاری، وجود گورپشته‌های بزرگی است که از آن دوران تاریخ ژاپن بر جای مانده‌است. گورپشته‌ها شکل‌های مختلفی داشتند که ساده‌ترین‌شان دایره و چهارگوش و متمایزترین آن‌ها به شکل سوراخ کلید بود. نشان قبیله که «هانی‌وا» نام دارد در اطراف کوفون‌ها دفن می‌شد. کوفون‌ها بین قرن‌های سوم تا هفتم میلادی برای دفن درگذشتگان طبقه مسلط جامعه ساخته شدند.
در دوره کوفون، ارتش‌های ایالتی پرتوانی پیرامون قبایل قدرتمند شکل گرفت و حکومتی تحت عنوان حکومت یاماتو بر نارا، که آن زمان یاماتو خوانده می‌شد، و بخش‌هایی از شرق استان اوساکا حاکم شد. سیاست یاماتو بر سرکوب قبایل و تصاحب زمین‌های کشاورزی آنان استوار بود و با چنین روش‌هایی نفوذ خود را بر مناطق غربی ژاپن حفظ می‌کرد. در طول دوره کوفون جامعه‌ای به غایت اشرافی با حاکمانی جنگ‌سالار گسترش پیدا کرد. این دوره برای تغییر شکل ژاپن به سمت کشوری منسجم و شناخته‌شده اهمیت به سزایی دارد. ناحیه کان‌سای و شرقی‌ترین بخش دریای درون‌مرزی ستو (瀬戸内海)، بیش از سایر مناطق پیشرفت کردند.
چینی‌ها و کره‌ای‌هایی که به ژاپن مهاجرت کرده بودند، بسیاری از جنبه‌های فرهنگ چین را به این کشور معرفی کردند.

## نگارخانه

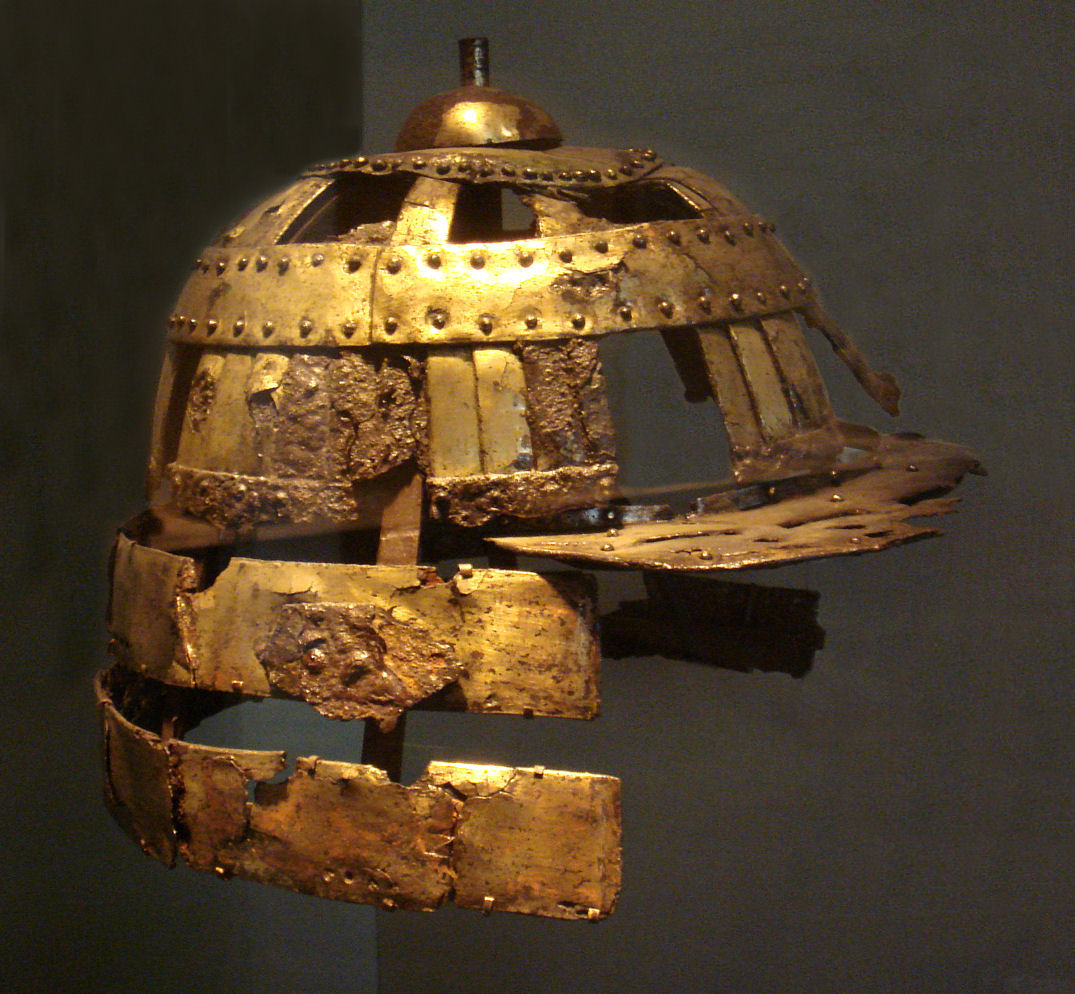
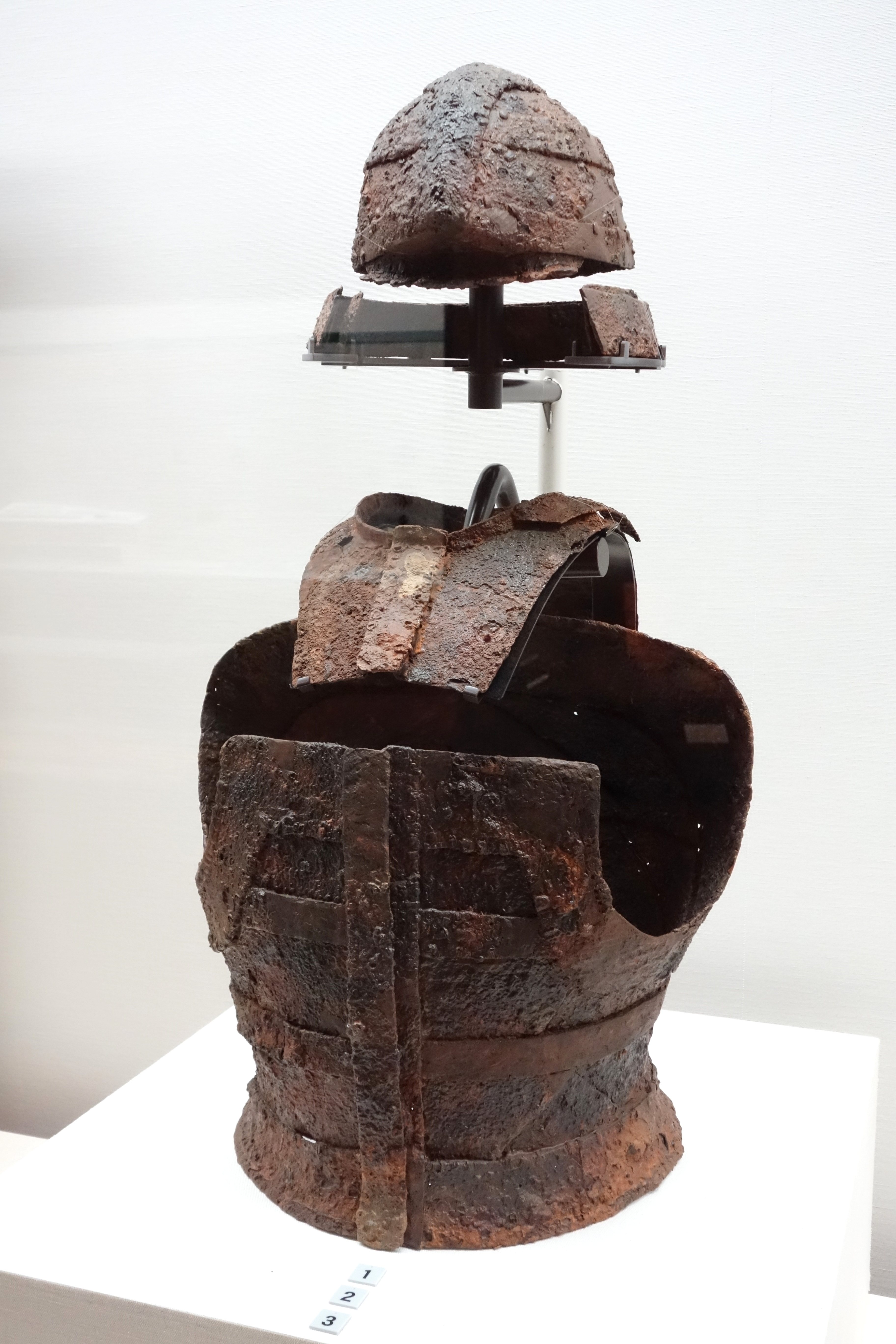
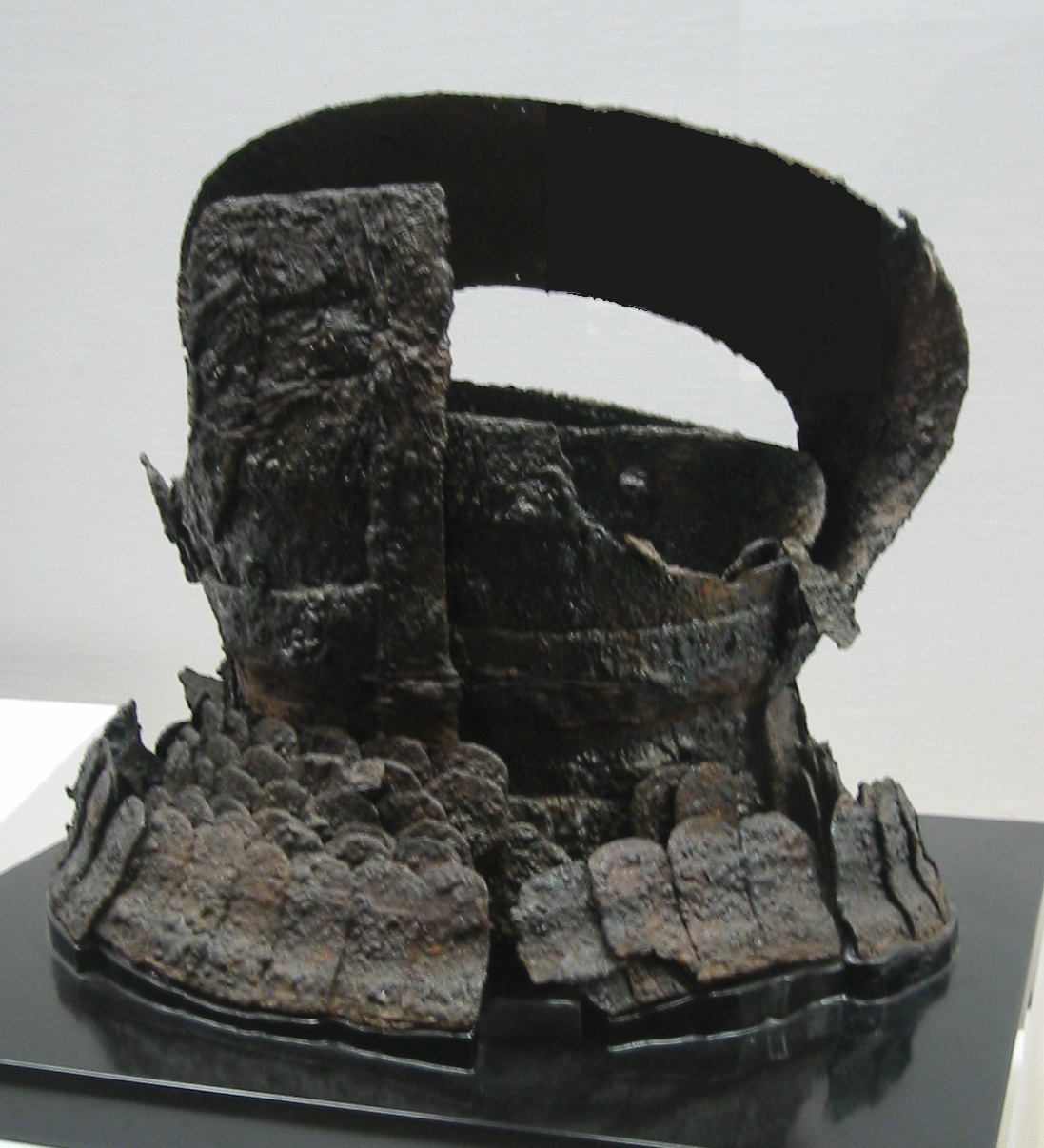
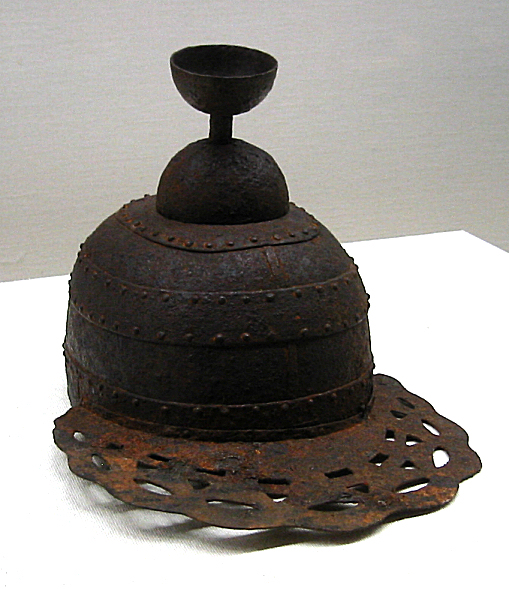
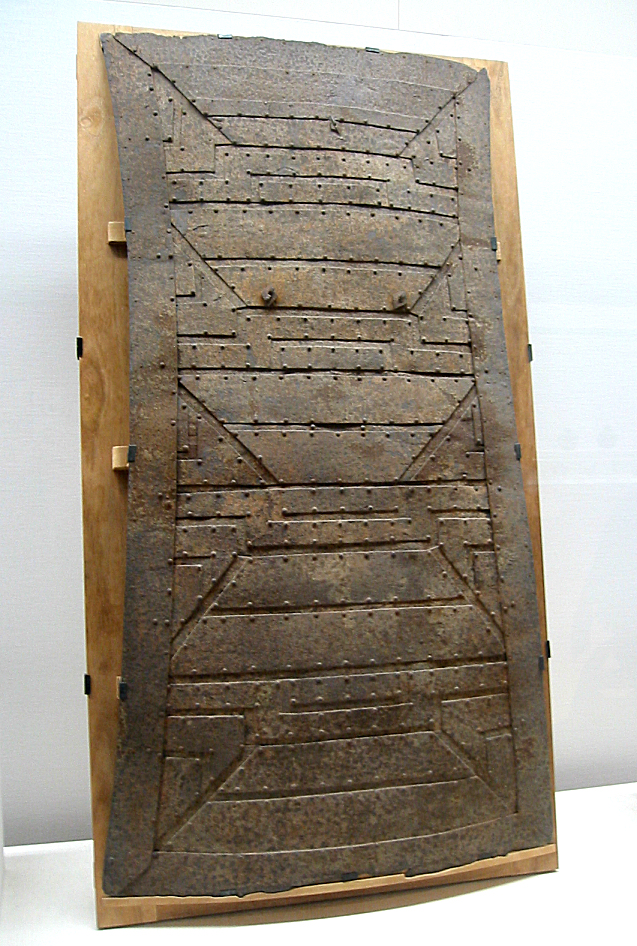
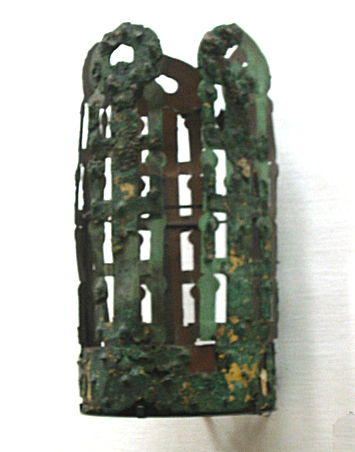